# Elecciones federales de México de 2021 en Guanajuato
Elecciones federales de México de 2021 en Guanajuato.
Las elecciones federales de México de 2021 en Guanajuato se llevaron a cabo el domingo 6 de junio de 2021, y en ellas se renovaron los siguientes cargos de elección popular:
- 15 diputados federales. Miembros de la cámara baja del Congreso de la Unión. Quince elegidos por mayoría simple. Todos ellos electos para un periodo de tres años a partir del 1 de agosto de 2021 con la posibilidad de reelección por hasta tres periodos adicionales.

## Resultados electorales

### Diputados federales por Guanajuato

#### Diputados Electos
| Candidato                  | Partido | Distrito | Tipo de elección |
| -------------------------- | ------- | -------- | ---------------- |
| Berenice Montes Estrada    |         | 1        | Mayoría relativa |
| Ricardo Villarreal García  |         | 2        | Mayoría relativa |
| Fernando Torres Graciano   |         | 3        | Mayoría relativa |
| Juan Carlos Romero Hicks   |         | 4        | Mayoría relativa |
| Éctor Jaime Ramírez Barba  |         | 5        | Mayoría relativa |
| Ana María Esquivel Arrona  |         | 6        | Mayoría relativa |
| Michel González Márquez    |         | 7        | Mayoría relativa |
| Justino Arriaga Rojas      |         | 8        | Mayoría relativa |
| Jorge Romero Vázquez       |         | 9        | Mayoría relativa |
| Pedro David Ortega Fonseca |         | 10       | Mayoría relativa |
| Jorge Espadas Galván       |         | 11       | Mayoría relativa |
| Saraí Núñez Cerón          |         | 12       | Mayoría relativa |
| Emmanuel Reyes Carmona     |         | 13       | Mayoría relativa |
| Esther Mandujano Tinajero  |         | 14       | Mayoría relativa |
| Itzel Balderas Hernández   |         | 15       | Mayoría relativa |

#### Resultados
|  | 41.99 % |

|  | 24.05 % |

|  | 12.11 % |

|  | 5.40 % |

|  | 4.35 % |

|  | 2.19 % |

|  | 1.87 % |

|  | 1.70 % |

|  | 1.68 % |

|  | 1.66 % |

|  | 2.93 % |

|  | 0.08 % |

|  | 100 % |

|  | 44.22 % |

## Resultados por distrito electoral

### Distrito 1. San Luis de la Paz
|  | 31.96 % |

|  | 22.12 % |

|  | 17.41 % |

|  | 5.04 % |

|  | 4.85 % |

|  | 4.09 % |

|  | 3.35 % |

|  | 2.25 % |

|  | 2.16 % |

|  | 1.65 % |

|  | 5.03 % |

|  | 0.10 % |

|  | 100 % |

|  | 48.87 % |

### Distrito 2. San Miguel de Allende
|  | 31.70 % |

|  | 23.48 % |

|  | 15.87 % |

|  | 5.61 % |

|  | 4.77 % |

|  | 4.69 % |

|  | 3.25 % |

|  | 3.21 % |

|  | 2.51 % |

|  | 1.17 % |

|  | 3.67 % |

|  | 0.08 % |

|  | 100 % |

|  | 41.84 % |

### Distrito 3. León
|  | 64.90 % |

|  | 16.92 % |

|  | 6.82 % |

|  | 3.38 % |

|  | 3.19 % |

|  | 0.73 % |

|  | 0.66 % |

|  | 0.62 % |

|  | 0.57 % |

|  | 0.38 % |

|  | 1.75 % |

|  | 0.06 % |

|  | 100 % |

|  | 50.98 % |

### Distrito 4. Guanajuato
|  | 44.08 % |

|  | 14.36 % |

|  | 13.71 % |

|  | 9.67 % |

|  | 4.39 % |

|  | 3.17 % |

|  | 2.47 % |

|  | 1.99 % |

|  | 1.49 % |

|  | 1.12 % |

|  | 3.47 % |

|  | 0.07 % |

|  | 100 % |

|  | 44.91 % |

### Distrito 5. León
|  | 55.92 % |

|  | 22.35 % |

|  | 8.47 % |

|  | 3.71 % |

|  | 3.16 % |

|  | 1.12 % |

|  | 1.00 % |

|  | 0.79 % |

|  | 0.76 % |

|  | 0.44 % |

|  | 2.22 % |

|  | 0.06 % |

|  | 100 % |

|  | 43.44 % |

### Distrito 6. León
|  | 58.52 % |

|  | 22.01 % |

|  | 7.40 % |

|  | 3.48 % |

|  | 3.05 % |

|  | 0.79 % |

|  | 0.76 % |

|  | 0.74 % |

|  | 0.69 % |

|  | 0.44 % |

|  | 2.04 % |

|  | 0.07 % |

|  | 100 % |

|  | 44.57 % |

### Distrito 7. San Francisco del Rincón
|  | 45.69 % |

|  | 20.64 % |

|  | 17.72 % |

|  | 6.43 % |

|  | 3.59 % |

|  | 1.20 % |

|  | 0.78 % |

|  | 0.68 % |

|  | 0.44 % |

|  | 0.29 % |

|  | 2.52 % |

|  | 0.03 % |

|  | 100 % |

|  | 40.53 % |

### Distrito 8. Salamanca
|  | 41.59 % |

|  | 32.41 % |

|  | 7.87 % |

|  | 4.97 % |

|  | 3.24 % |

|  | 2.76 % |

|  | 2.72 % |

|  | 1.37 % |

|  | 2.99 % |

|  | 0.10 % |

|  | 100 % |

|  | 46.87 % |

### Distrito 9. Irapuato
|  | 43.23 % |

|  | 29.24 % |

|  | 12.20 % |

|  | 3.68 % |

|  | 3.27 % |

|  | 1.42 % |

|  | 1.33 % |

|  | 1.10 % |

|  | 0.99 % |

|  | 0.99 % |

|  | 2.48 % |

|  | 0.09 % |

|  | 100 % |

|  | 39.14 % |

### Distrito 10. Uriangato
|  | 27.72 % |

|  | 26.69 % |

|  | 14.32 % |

|  | 9.49 % |

|  | 8.33 % |

|  | 3.68 % |

|  | 2.53 % |

|  | 1.78 % |

|  | 1.02 % |

|  | 1.29 % |

|  | 3.08 % |

|  | 0.06 % |

|  | 100 % |

|  | 44.79 % |

### Distrito 11. León
|  | 54.92 % |

|  | 23.89 % |

|  | 7.91 % |

|  | 3.59 % |

|  | 3.13 % |

|  | 1.06 % |

|  | 1.01 % |

|  | 0.90 % |

|  | 0.79 % |

|  | 0.59 % |

|  | 2.12 % |

|  | 0.07 % |

|  | 100 % |

|  | 43.09 % |

### Distrito 12. Celaya
|  | 39.57 % |

|  | 31.08 % |

|  | 10.06 % |

|  | 4.12 % |

|  | 3.93 % |

|  | 3.21 % |

|  | 1.64 % |

|  | 1.45 % |

|  | 1.44 % |

|  | 0.83 % |

|  | 3.58 % |

|  | 0.08 % |

|  | 100 % |

|  | 42.75 % |

### Distrito 13. Valle de Santiago
|  | 32.47 % |

|  | 31.31 % |

|  | 16.59 % |

|  | 6.06 % |

|  | 4.77 % |

|  | 2.25 % |

|  | 1.91 % |

|  | 1.46 % |

|  | 3.15 % |

|  | 0.04 % |

|  | 100 % |

|  | 46.56 % |

### Distrito 14. Acámbaro
|  | 32.02 % |

|  | 22.75 % |

|  | 15.30 % |

|  | 7.35 % |

|  | 5.97 % |

|  | 3.68 % |

|  | 2.61 % |

|  | 1.89 % |

|  | 2.59 % |

|  | 1.59 % |

|  | 4.08 % |

|  | 0.16 % |

|  | 100 % |

|  | 42.68 % |

### Distrito 15. Irapuato
|  | 42.47 % |

|  | 33.21 % |

|  | 9.60 % |

|  | 3.99 % |

|  | 2.42 % |

|  | 1.42 % |

|  | 1.05 % |

|  | 1.03 % |

|  | 1.01 % |

|  | 0.97 % |

|  | 2.66 % |

|  | 0.15 % |

|  | 100 % |

|  | 39.72 % |